# Нусипжанова, Бибигуль Нургалиевна
Бибигуль Нургалиевна Нусипжанова (каз. Бибігүл Нұрғалиқызы Нүсіпжанова; род. 8 августа 1963, Алма-Ата, Казахская ССР) — казахстанский музыкальный педагог, заслуженный деятель Казахстана (2012).

## Биография
Родилась 8 августа 1963 года в г. Алма-Ата. Отец — Нургали Нусипжанов (казахский и советский певец, народный артист Казахской ССР, лауреат государственной премии Казахстана).
В 1986 году окончила Казахскую национальную консерваторию им. Курмангазы по специальности фортепиано.
В 2007 году окончила аспирантуру Казахской Национальной академии искусств им. Т. К. Жургенова по специальности «Теория и методика профессионального образования».
В 2008 году защитил учёное звание кандидата педагогических наук, тема диссертации: «Методическое обеспечение интеграции содержания профессионального образования вокалистов эстрады».
Автор учебных пособий, методических разработок и научных статей и др.

## Трудовая деятельность
С 1984 по 1989 годы — педагог-концертмейстер ДМШ № 1 им. А. Кашаубаева.
С 1989 по 1998 годы — преподаватель фортепиано кафедры музыкальные инструменты Казахского педагогического института им. Абая.
С 1998 по 2000 годы — педагог ДМШ № 1 им. А. Кашаубаева.
С 2000 по 2009 годы — старший преподаватель кафедры искусства эстрады, заместитель декана факультета театрального искусства и эстрады, декан факультета музыкального искусства Казахской национальной академии искусств им. Т. Жургенова.
С 2009 по 2014 годы — директор Республиканского эстрадно-циркового колледжа им. Ж. Елебекова.
С 2014 по 2018 годы — Ректор Казахской Национальной академии искусств им. Т. Жургенова.
С июня 2018 года по 2022 год — Первый проректор Казахской национальной академии хореографии.
С 2022 года - и.о. ректора Казахской национальной академии хореографии.

## Награды и звания
- Указом Президента Республики Казахстан присвоено почётное звание «Қазақстанның еңбек сіңірген қайраткері» — за выдающиеся заслуги в области казахской музыкальной педагогики (7 декабря 2012 года).[5]
- Лауреат Межгосударственной премии «Звёзды Содружества» (2014)[6]
- Благодарственное письмо Президента Республики Казахстан Н. А. Назарбаева.
- Благодарственное письмо Министерства образования и науки Республики Казахстан.
- Медаль «20 лет независимости Республики Казахстан» (2011)
- Медаль «20 лет Конституции Республики Казахстан» (2015)
- Медаль «20 лет Ассамблеи народа Казахстана» (2015)
- Медаль «25 лет независимости Республики Казахстан» (2016)
- Юбилейная медаль «20 жыл Астана» (2018)
- Указом президента Республики Казахстан от 29 ноября 2019 года награждена орденом «Курмет»[7]
- Почётная грамота Совета МПА СНГ (13 октября 2017 года, Межпарламентская ассамблея СНГ) — за активное участие в деятельности Межпарламентской  Ассамблеи и её органов, вклад в укрепление дружбы между народами государств — участников Содружества Независимых Государств[8]
- Юбилейная медаль «30 лет независимости Республики Казахстан» (2021);